# Robert Kubiš
Robert Kubiš, též Róbert Kubiš (28. května 1889 Veľká Bytča – 16. srpna 1953 Maršová), byl slovenský a československý politik a meziválečný poslanec Národního shromáždění za Hlinkovu slovenskou ľudovou stranu (před rokem 1925 oficiálně Slovenská ľudová strana).

## Biografie
V době vzniku ČSR vedl skupinu dobrovolníků, kteří zabezpečovali ochranu železniční tratě z Bytče do Vrútek. V rámci nově budované správy Slovenska pod vedením Vavro Šrobára působil jako policejní kapitán v Žilině.
Po parlamentních volbách v roce 1920 získal poslanecké křeslo v Národním shromáždění. Kandidoval na společné kandidátce Slovenské ľudové strany a celostátní Československé strany lidové. V roce 1921 ovšem slovenští poslanci vystoupili ze společného poslaneckého klubu a nadále již fungovali jako samostatná politická formace. Kubiš do parlamentu nastoupil až poté, roku 1922, jako náhradník potom, co rezignoval poslanec Karol Kmeťko. V parlamentních volbách v roce 1925 mandát obhájil.
Profesí byl podle údajů k roku 1925 advokátem v Žilině.
Během Tukovy aféry roku 1929 se v rámci Hlinkovy strany postavil proti Tukovi a vystupoval jako jeden z hlavních svědků v procesu s Tukou. Odešel pak z politického života a byl veřejným advokátem v Galantě a Košicích. Po první vídeňské arbitráži přesídlil z Košic zpět do Žiliny a působil jako advokát. Po vzniku Slovenského státu odmítl nabídku odvolat svá svědectví proti Tukovi výměnou za zisk významného postu v Slovenské národní bance. Zapojil se do odboje a v Žilině vedl občanskou skupinu Ilegálního oblastního výboru pro severozápadní Slovensko, která pak hrála významnou roli během Slovenského národního povstání. Po válce se stal předsedou Okresního národního výboru v Žilině a podílel se na budování Demokratické strany. Později byl nuceně vystěhován z Žiliny do Predmieru.